# Kid Chaos
Kid Chaos (ook bekend als Kid Vicious) is een videospel voor de Commodore Amiga. Het spel werd uitgebracht in 1994. Het spel is een zijwaartsscrollend actiespel.

## Ontvangst
| Beoordeeld door | Platform   | Jaar | Score |
| --------------- | ---------- | ---- | ----- |
| Génération 4    | Amiga CD32 | 1994 | 88%   |
| CU Amiga        | Amiga      | 1994 | 87%   |
| The One Amiga   | Amiga      | 1994 | 87%   |
| Amiga Joker     | Amiga CD32 | 1994 | 83%   |
| Amiga Games     | Amiga      | 199} | 82%   |
| Amiga Joker     | Amiga      | 1994 | 82%   |
| Amiga Format    | Amiga      | 1994 | 79%   |
| Amiga Computing | Amiga      | 1994 | 77%   |
| Amiga Power     | Amiga      | 1994 | 71%   |